# Carla Gugino
Carla Gugino est une actrice américaine d'origine italo-anglo-irlandaise, née le 29 août 1971 à Sarasota (Floride).
Si elle apparait dans de nombreuses séries télévisées, c'est au cinéma qu'elle parvient à s'illustrer : le cinéaste Robert Rodriguez la révèle avec la trilogie Spy Kids (2001-2003) et Sin City (2005), film co-réalisé avec Frank Miller. Zack Snyder lui permet de confirmer dans des films comme Watchmen : Les Gardiens (2009) et Sucker Punch (2011). Parallèlement, son compagnon Sebastian Gutierrez, rencontré sur le tournage de Judas Kiss en 1998, la dirige dans plusieurs films indépendants : Rise (2007), Women in Trouble (2009), Electra Luxx (2010), Girl Walks into a Bar (2011) et Hotel Noir (2012).
Elle incarne ensuite des premiers rôles féminins au sein de productions exposées comme le film catastrophe San Andreas (2015), le drame Un monde entre nous (2017) ou le thriller Jessie (2017).
En 2018, elle est l'une des têtes d'affiche de The Haunting of Hill House, première saison de la série d'anthologie The Haunting, saluée par les critiques.

## Biographie

### Carrière

#### Mannequinat et débuts d'actrice
Carla Gugino est découverte à l'âge de 15 ans et commence une carrière de mannequin avant de devenir actrice.
Elle fait ses débuts à Hollywood dans le courant des années 1990, en apparaissant dans plusieurs séries télévisées.
En 1992, elle joue dans un épisode de la série télévisée Code Quantum.
En 1994, Carla Gugino apparaît dans le clip Always du groupe de rock américain Bon Jovi.
En 1996, elle obtient son premier rôle dans la sitcom Spin City, qui marque aussi le retour attendu de la star Michael J. Fox dans une série télévisée. Son personnage de journaliste est néanmoins écarté par la production au bout de douze épisodes, conduisant la comédienne à se diriger vers le cinéma.
En 1998, elle tient un second rôle dans le thriller Snake Eyes de Brian De Palma et tourne pour la première fois dans une production de son compagnon Sebastian Gutierrez, dans Judas Kiss.
Début 1999, elle parvient néanmoins à décrocher un rôle dans la série médicale La Vie à tout prix, interprétant une médecin durant une saison. En 2006, elle est à l'affiche de La Nuit au musée.

#### Révélation et progression

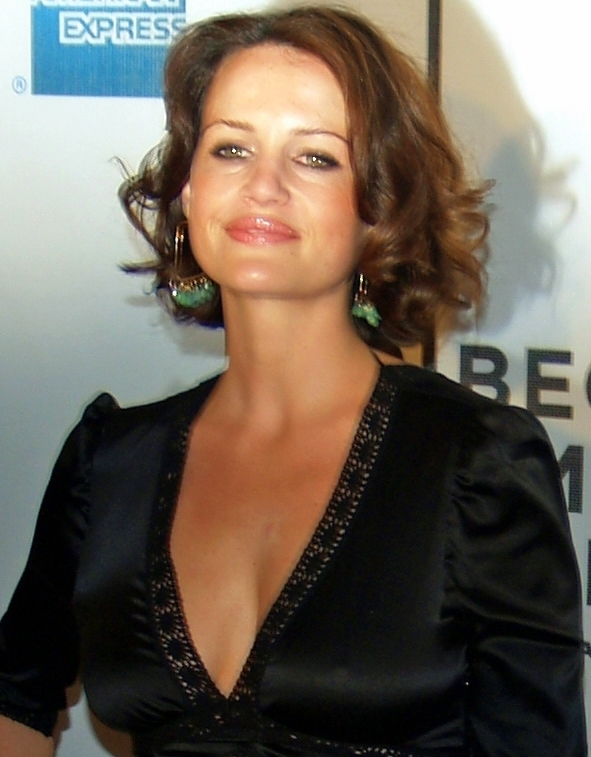
L'actrice au Festival du Film de Tribeca 2007.

En 2000, Carla Gugino décide de retourner vers le cinéma. Elle est choisie par Robert Rodriguez pour incarner le premier rôle féminin de son film d'aventure familial Spy Kids. Le film connait un succès international et lance deux suites, sorties en 2002 et 2003, pour lesquelles l'actrice reprendra le rôle d'Ingrid Cortez, toujours aux côtés de la star Antonio Banderas.
En 2003, elle fait son retour à la télévision dans un premier rôle, celui de Karen Sisco dans la série éponyme, suite indirecte du thriller Hors d'atteinte de Steven Soderbergh. La série est arrêtée au bout d'une saison, faute d'audiences. Robert Rodriguez lui permet de faire à nouveau parler d'elle, au cinéma, durant l'été 2005, en apparaissant dans son thriller Sin City, co-dirigé avec Frank Miller et Quentin Tarantino. La même année, elle tente de nouveau de capitaliser sur son image en décrochant le premier rôle féminin de la série fantastique Threshold : Premier Contact. Mais c'est un nouvel échec puisqu'elle est arrêtée à l'issue de la première saison.
En 2004, elle joue à Broadway la pièce Après la chute d'Arthur Miller. En 2006, elle joue Off-Broadway la pièce Soudain l'été dernier de Tennessee Williams.

#### Seconds rôles à succès

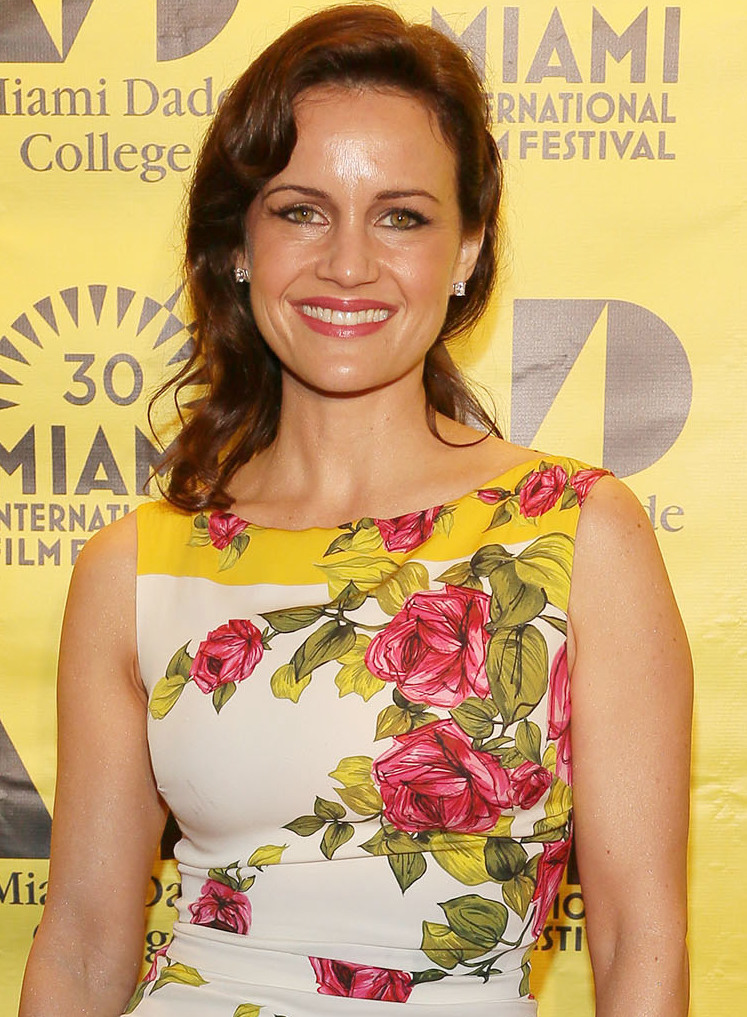
L'actrice au Miami International Film Festival 2013, pour le vingtième anniversaire de Miami Rhapsodie.

Entre 2005 et 2006, elle se concentre de nouveau sur le cinéma, où elle enchaîne une série d'apparitions dans des productions différentes comme le carton de fin d'année 2006 La Nuit au musée, de Shawn Levy, le drame indépendant The Lookout, de Scott Frank, le thriller historique American Gangster, de Ridley Scott, le polar La Loi et l'Ordre, de Jon Avnet et surtout fait partie de la distribution principale de l'ambitieuse adaptation Watchmen : Les Gardiens, de Zack Snyder, où elle incarne Sally Jupiter.
En 2009, elle joue dans la comédie d'aventure familiale Disney La Montagne ensorcelée, où elle évolue aux côtés de Dwayne Johnson, et le thriller indépendant Women in Trouble, réalisé par son compagnon Sebastian Gutierrez, dans lequel elle prête ses traits au personnage d'Elektra Luxx. Elle reprend ce rôle dans un film à petit budget éponyme, sorti l'année d'après.
Également en 2009, elle retourne sur les planches pour tenir le rôle d'Abbie dans la pièce Désir sous les ormes d'Eugene O'Neill.
En 2011, Zack Snyder lui confie de nouveau un second rôle dans son thriller fantastique Sucker Punch dont elle chante en duo la chanson du générique de fin (Love Is a Drug) avec son partenaire à l'écran, Oscar Isaac. Elle donne aussi la réplique à Jim Carrey dans la comédie familiale Monsieur Popper et ses pingouins, réalisée par Mark Waters.
Parallèlement à cette carrière cinématographique, elle incarne des personnages récurrents dans des séries à succès.
En 2007, elle rejoint la distribution de la série  Entourage à partir de sa troisième saison. Elle est ainsi Amanda Daniel, nouvel agent de l'acteur Vincent Chase incarné par Adrian Grenier. L'actrice revient en 2008 dans la cinquième saison et en 2010 dans la septième saison. En 2011, elle se confronte à David Duchovny durant la quatrième saison de Californication en incarnant l'avocate de son personnage, l'écrivain séducteur Hank Moody.
En 2012, elle incarne l'assistante de direction des services de l’United States Marshal Karen Goodall dans un épisode de la troisième saison de la série Justified portée par Timothy Olyphant. Si son personnage ressemble à celui de Karen Sisco qu'elle a interprétée près de dix ans plus tôt, c'est dû fait que la série Justified est également une adaptation des romans d'Elmore Leonard.
Entre 2012 et 2014, elle tente un retour progressif à la télévision : d'abord en étant choisie pour interpréter l'un des rôles principaux dans la mini-série en six épisodes Political Animals. En novembre de la même année, elle obtient un rôle le temps de trois épisodes de la deuxième saison de la sitcom New Girl. L'actrice y incarne la patronne masochiste du personnage de Winston Schmidt (Max Greenfield) avec qui elle entame une relation.
Pour ce qui est de ses apparitions sur grand écran, elle se contente de collaborer de nouveau avec son compagnon pour le thriller Hotel Noir, sorti discrètement en 2012 et en tenant le premier rôle féminin du drame indépendant Match (en) en 2014. Entretemps, elle retrouve Zack Snyder qui lui demande de prêter sa voix au robot Kryptonien Kelor (en) dans le film Man of Steel, premier volet de l'univers cinématographique DC.

#### Retour médiatique

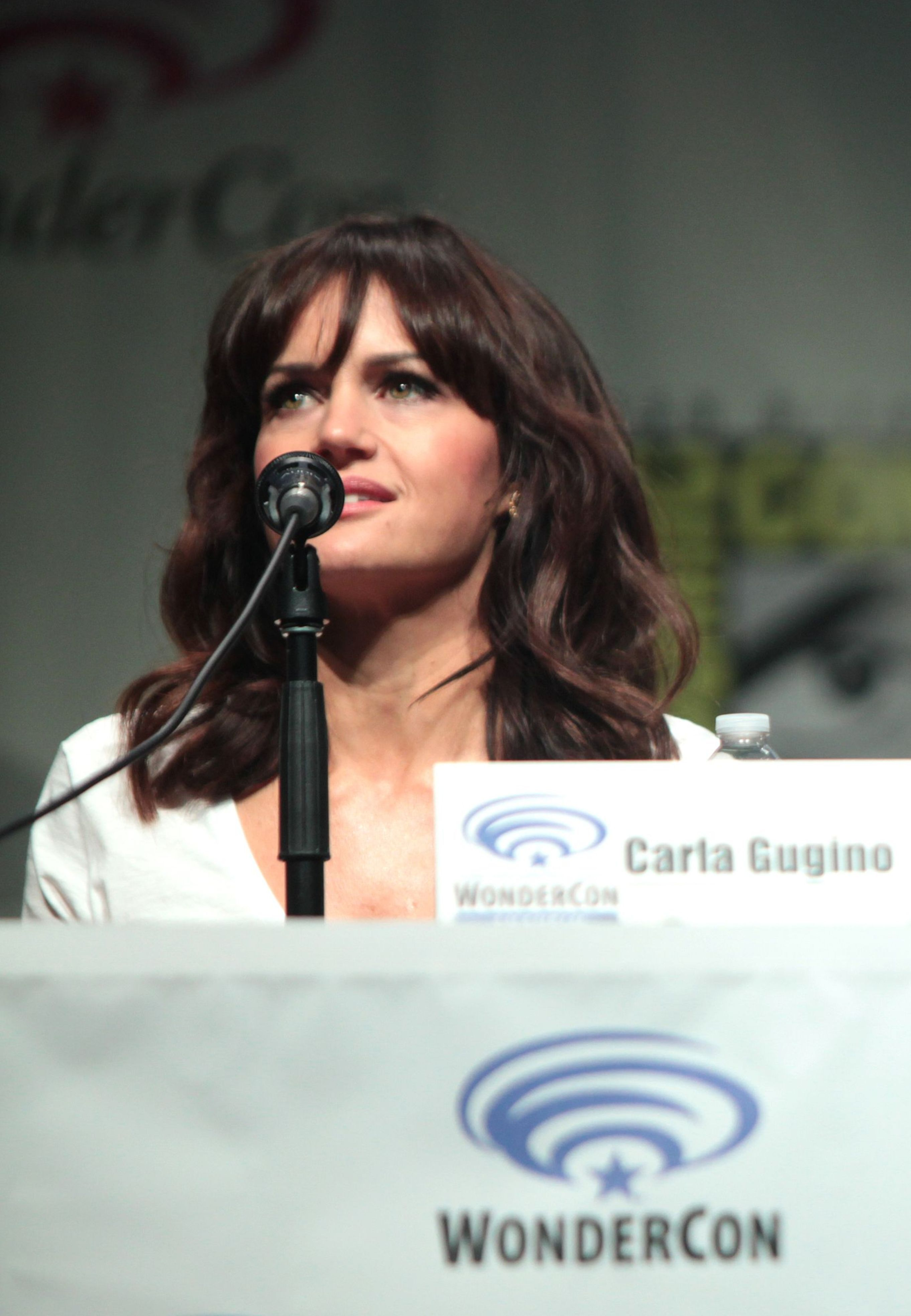
L'actrice au Anaheim WonderCon 2015, pour la promotion du film San Andreas.

En 2015, Carla Gugino retrouve Dwayne Johnson pour le film catastrophe San Andreas, un succès surprise de l'été et le quatrième carton commercial de sa carrière. Une suite est annoncée. À la télévision américaine, elle est omniprésente : en faisant partie de la distribution de la série fantastique Wayward Pines produite et réalisée par M. Night Shyamalan ; en évoluant ensuite dans la satire The Brink, diffusée durant l'été 2015 par HBO, puis en étant choisie pour remplacer Christina Hendricks dans le premier rôle féminin du drame Roadies, créé par le scénariste et réalisateur Cameron Crowe pour la chaîne Showtime. En 2016, elle prête de nouveau sa voix au robot Kelor pour les besoins du film Batman v Superman : L'Aube de la justice, avec de nouveau Zack Snyder derrière la caméra.
En 2017, après une participation à un épisode de la série télévisée Nashville, elle est à l'affiche de deux longs métrages : Un monde entre nous, dans lequel elle joue un second rôle aux côtés de Gary Oldman, Asa Butterfield et Britt Robertson. Ce film est une déception critique et un échec au box office. Mais elle occupe le rôle principal du film d'horreur psychologique Jessie, adapté du roman éponyme de Stephen King (1992), salué par la critique et diffusé sur la plateforme Netflix.
En 2018, Carla Gugino est la vedette de la première saison de la série d'anthologie The Haunting, intitulée The Haunting of Hill House, plébiscitée par la critique et saluée par le Stephen King.
En 2021, elle prête pour la dernière fois sa voix au robot Kelor pour le film Zack Snyder's Justice League.
En 2022, elle tient le premier rôle de la série américaine Leopard Skin, dans laquelle elle côtoie Amelia Eve, avec qui elle partageait le rôle de Jamie dans The Haunting of Bly Manor, sortie en 2020.

### Vie personnelle
Carla Gugino est en couple avec le réalisateur de films indépendants Sebastian Gutierrez, rencontré sur le tournage de Judas Kiss, en 1998.

## Filmographie

### Cinéma

#### Longs métrages
- 1989 : Les Scouts de Beverly Hills (Troop Beverly Hills) de Jeff Kanew : Chica Barnfell
- 1990 : Welcome Home, Roxy Carmichael de Jim Abrahams : Roxy jeune
- 1993 : Blessures secrètes (This Boy's Life) de Michael Caton-Jones : Norma Hansen
- 1993 : Red Hot de Paul Haggis : Valentina
- 1993 : L'Apprenti fermier (Son in Law) de Steve Rash : Rebecca « Becca » Warner
- 1995 : Miami Rhapsodie (Miami Rhapsodi) de David Frankel : Leslie Marcus
- 1996 : L'Incroyable Voyage 2 : À San Francisco (Homeward Bound II: Lost in San Francisco) de David R. Ellis : Delilah (voix originale)
- 1996 : The War at Home d'Emilio Estevez : Melissa
- 1996 : Wedding Bell Blues (en) de Dana Lustig : Violet
- 1996 : Michael de Nora Ephron : Bride
- 1997 : Lovelife (en) de Jon Harmon Feldman : Amy
- 1998 : Jaded de Caryn Krooth : Megan « Meg » Harris
- 1998 : Snake Eyes de Brian De Palma : Julia Costello
- 1998 : Judas Kiss de Sebastian Gutierrez : Coco Chavez (également productrice)
- 2001 : Spy Kids de Robert Rodriguez : Ingrid Cortez
- 2001 : Le Centre du Monde (The Center of the World) de Wayne Wang : Jerri
- 2001 : The Jimmy Show (en) de Frank Whaley : Annie
- 2001 : The One de James Wong : T.K Law / Massie Walsh
- 2002 : Spy Kids 2 : Espions en herbe (Spy kids 2: Island of Lost Dreams) de Robert Rodriguez : Ingrid Cortez
- 2003 : The Singing Detective de Keith Gordon : Betty Dark / Hooker
- 2003 : Spy Kids 3 : Mission 3D (Spy Kids 3-D: Game Over) de Robert Rodriguez : Ingrid Cortez
- 2005 : The Life Coach (es) de Josh Stolberg : Carla
- 2005 : Sin City de Frank Miller, Robert Rodriguez et Quentin Tarantino : Lucille
- 2006 : Even Money de Mark Rydell : Veronica
- 2006 : La Nuit au musée (The Night at the Museum) de Shawn Levy : Rebecca
- 2007 : The Lookout de Scott Frank : Janet
- 2007 : Rise (Rise: Blood Hunter) de Sebastian Gutierrez : Eve
- 2007 : American Gangster de Ridley Scott : Laurie Roberts
- 2008 : La Loi et l'Ordre (Righteous Kill) de Jon Avnet : Karen Kleisner / Karen Corelli
- 2009 : Unborn (The Unborn) de David S. Goyer : Janet Beldon
- 2009 : Watchmen : Les Gardiens (Watchmen) de Zack Snyder : Sally Jupiter / Spectre Soyeux
- 2009 : La Montagne ensorcelée (Race to Witch Mountain) d'Andy Fickman : Dr Alex Friedman
- 2009 : Women in Trouble de Sebastian Gutierrez : Elektra Luxx
- 2009 : Sous le masque (Under the Hood) d'Eric Matthies : Sally Jupiter / Spectre Soyeux I (sorti directement en DVD)
- 2009 : The Mighty Macs (en) de Tim Chambers : Cathy Rush
- 2010 : Electra Luxx de Sebastian Gutierrez : Elektra Luxx / Celia
- 2010 : Every Day (en) de Richard Levine : Robin
- 2010 : Faster de George Tillman Jr. : Cicero, la collègue du policier
- 2011 : I Melt with You (en) de Mark Pellington : l'officier Laura Boyde
- 2011 : Girl Walks into a Bar de Sebastian Gutierrez : Francine Driver
- 2011 : Sucker Punch de Zack Snyder : Dr Vera Gorski
- 2011 : Monsieur Popper et ses pingouins (Mr. Popper's Penguins) de Mark Waters : Amanda
- 2011 : Happy New Year (New Year's Eve) de Garry Marshall : Dr Morriset
- 2012 : Hotel Noir de Sebastian Gutierrez : Hanna Click
- 2013 : Man of Steel de Zack Snyder : Kelor, l'ordinateur de Jor-El (voix)
- 2014 : Match de Stephen Belber : Lisa
- 2015 : San Andreas de Brad Peyton : Emma Gaines
- 2016 : Bling de Kyung Ho Lee et Wonjae Lee : Catherine (animation, voix originale)
- 2016 : Batman v Superman : L'Aube de la justice : l'ordinateur du vaisseau kryptonien (voix)
- 2016 : Wolves de Bart Freundlich : Jenny Keller
- 2017 : Un monde entre nous (The Space Between Us) de Peter Chelsom : Kendra Wyndham
- 2017 : Jessie (Gerald's Game) de Mike Flanagan : Jessie Burlingame
- 2018 : Elizabeth Harvest de Sebastian Gutierrez : Claire
- 2021 : Zack Snyder's Justice League de Zack Snyder : l'ordinateur du vaisseau kryptonien (voix)
- 2021 : Bloody Milkshake (Gunpowder Milkshake) de Navot Papushado (en) : Madeleine
- 2021 : With/In: Volume 2 - segment Twenty Questions
- 2024 : Lisa Frankenstein de Zelda Williams
- 2024 : The Life of Chuck de Mike Flanagan : la voix de la télévision
- 2025 : Heads of State d'Ilia Naïchouller
- 2026 : The Adventures of Cliff Booth de David Fincher

#### Courts métrages
- 2009 : Sparks de Joseph Gordon-Levitt : Robin
- 2009 : Sous le masque (Under the Hood) d'Eric Matthies : Sally Jupiter / Silk Spectre I
- 2009 : Apocrypha d'Andrey Zvyagintsev : une femme
- 2010 : Tell-Tale de Greg Williams : la femme fatale (également coproductrice)

### Télévision

#### Téléfilms
- 1992 : Murder Without Motive: The Edmund Perry Story de Kevin Hooks : Allison Connors
- 1992 : Le Choix d'une mère (A Private Matter) de Joan Micklin Silver : Mary Beth
- 1994 : Motorcycle Gang de John Milius : Leann Morris
- 1999 : La Saison des miracles (en) (A Season for Miracles) de Michael Pressman : Emilie Thompson
- 2001 : La Sirène mutante (Mermaid Chronicles Part One: She Creature) de Sebastian Gutierrez : Lily
- 2011 : Sous surveillance (Hide) de John Gray : D. D. Warren
- 2013 : Doubt de Thomas Schlamme : Linda

#### Séries télévisées
- 1988 : Madame est servie (Who's the Boss?) : Jane (saison 4, épisode 22)
- 1988 : Bonjour, miss Bliss (Good Morning, Miss Bliss) : Karen (saison 1, épisode 1)
- 1989 : Alf : Laura (saison 3, épisode 18)
- 1989-1990 : Falcon Crest : Sydney St-James (11 épisodes)
- 1990 : American Dreamer : Jessica jeune (saison 1, épisode 1)
- 1990 : Ferris Bueller (en) : Ann Peyson (saison 1, épisode 10)
- 1991 : Docteur Doogie (Doogie Howser, M.D.) : Sara Newman (saison 2, épisode 22)
- 1991 : Les Années coup de cœur (The Wonder Years) : Sandy (saison 5, épisode 6)
- 1992 : Code Quantum (Quantum Leap) : Michelle Temple Cutter (saison 4, épisode 16)
- 1992 : Davis Rules (en) : Kathi (2 épisodes)
- 1995 : The Buccaneers : Nan St. George (mini-série en 5 épisodes)
- 1996 / 1998 : Spin City : Ashley Schaeffer (13 épisodes)
- 1998 : Alexandria Hotel d'Andrea Barzini et James Merendino : rôle inconnu (6 épisodes)
- 1999-2000 : La Vie à tout prix (Chicago Hope) : Dr Gina Simon (23 épisodes)
- 2003 : Reel Comedy : elle-même (1 épisode)
- 2003-2004 : Karen Sisco : Karen Sisco (10 épisodes)
- 2005-2006 : Threshold : Premier Contact (Threshold) : Dr Molly Anne Caffrey (13 épisodes)
- 2007-2010 : Entourage : Amanda Daniels (12 épisodes)
- 2011 : Californication : Abby Rhodes (10 épisodes)
- 2012 : Justified : A. D. Karen Goodall (saison 3, épisode 2)
- 2012 : Political Animals : Susan Berg (mini-série en 6 épisodes)
- 2012 : New Girl : Emma (3 épisodes)
- 2014 : HitRECord on TV : Aliens (saison 1, épisode 3 - segment de Destination Trash)
- 2015-2016 : Wayward Pines : Kate Hewson (11 épisodes)
- 2015 : The Brink : Joanne Larson (6 épisodes)
- 2016 : Roadies : Shelli Anderson (10 épisodes)
- 2017 : Nashville : Virginia (saison 5, épisode 9)
- 2018 : Robot Chicken : Joyce Byers / Meg Altman (voix originale - saison 9, épisode 5)
- 2018 et 2020 : The Haunting : Olivia Crain (saison 1 : The Haunting of Hill House, 10 épisodes), la narratrice / Jamie âgée (saison 2 : The Haunting of Bly Manor, 9 épisodes)
- 2019 : Jett : Daisy « Jett » Kowalski (9 épisodes)
- 2020 : Manhunt : Kathy Scruggs (6 épisodes)
- 2023 : La Chute de la maison Usher : Verna (8 épisodes)

Prochainement
- date indéterminée : Leopard Skin (en postproduction)[21]

## Distinctions
Note : Sauf indication contraire ou complémentaire, les informations mentionnées dans cette section proviennent de la base de données IMDb.

### Récompenses
- Capri, Hollywood 2007 : Capri Italian American Award de la meilleure actrice
- Fright Meter Awards 2017 : meilleure actrice pour Jessie
- iHorror Awards 2018 : meilleure actrice dans un film d'horreur pour Jessie

### Nominations
- Blockbuster Entertainment Awards 1999 : meilleure actrice dans un second rôle pour Snake Eyes
- Golden Schmoes Awards 2005 : meilleure équipe de l'année pour Sin City
- Gold Derby Awards 2006 : meilleure distribution pour Sin City
- Online Film Critics Society 2007 : meilleure actrice invitée dans une série télévisée comique pour Entourage
- Alliance of Women Film Journalists 2008 : couple avec la plus grande différence d'âge pour La Loi et l'Ordre (partagé avec Robert De Niro)
- Screen Actors Guild Awards 2008 : meilleure distribution pour American Gangster
- Scream Awards 2009 : meilleure actrice dans un second rôle pour Watchmen
- Teen Choice Awards 2011 : meilleure actrice dans un film d'action pour Faster
- Festival du film de Los Angeles 2015 : meilleure actrice pour Tell-Tale
- Gold Derby Awards 2019 : meilleure actrice dans une mini-série ou un téléfilm pour The Haunting of Hill House
- Online Film & Television Association 2019 : meilleure distribution dans une mini-série ou un téléfilm pour The Haunting of Hill House
- Saturn Awards 2019 : meilleure actrice de télévision pour The Haunting of Hill House

## Voix francophones
En version française, Odile Cohen et Marjorie Frantz sont les voix françaises régulières de Carla Gugino, l'ayant respectivement doublée à onze et dix reprises.
En version québécoise, Camille Cyr-Desmarais est la voix québécoise régulière de l'actrice depuis Espions en herbe.